# Polisportiva Libertas Aurora Siracusa
La Polisportiva Libertas Aurora, o più comunemente Libertas Aurora è stata una società pallavolistica maschile italiana con sede a Siracusa.

## Storia
La Polisportiva Libertas Aurora Siracusa viene fondata nel 1975 da alcuni appassionati siracusani, contribuendo in modo sostanziale allo sviluppo pallavolistico in città. Il sodalizio aretuseo, raggiunge l'apice del successo negli anni ottanta, dove dopo aver militato per diverse stagioni in Serie B, ottengono nel 1985 la storica promozione in Serie A2. La permanenza in seconda serie durerà per le stagioni 1985-1986 e stagione 1986-1987, subendo un lento ma inesorabile declino, che li porterà a vivacchiare negli anni a seguire in Serie C.

## Cronistoria
Allenatori Libertas Aurora SR
- Paolo Ficara
- Natale Barone
- Dragutin Suker
- Nicola Garozzo
- Antonino Rizza
- Loredana Pandolfo

### Presidenti e dirigenti
- Armando Foti
- Francesco Abela
- Ignazio Lupo Corbino
- Luigi Midolo (Dirigente)
- Nicola Garozzo (Dirigente)

## Giocatori

### Giocatori più rappresentativi
- 1985-1986:  Goran Srbinowsky
- 1985-1986:  Dragutin Suker
- 1986-1987:  Dave Shockar
- 1986-1991:  Tony Gangi
- 1986-1997:  Fabio Banafede
- 1988-1998:  Maurizio Garozzo